# Espineta de Biak
L'espineta de Biak (Gerygone hypoxantha) és una espècie d'ocell de la família dels acantízids (Acanthizidae) que habita zones amb arbres als aiguamolls i manglars de l'illa de Biak.